# The Blue Bloods
The Blue Bloods foi um grupo (stable) de wrestling profissional que consistia de "Lord" Steven Regal, "Earl" Robert Eaton e "Squire" David Taylor, com o mordomo Jeeves, que os acompanhou na década de 1990.
Em 2006, Regal (então sob o primeiro nome de William) e Taylor se reuniram como dupla (tag team) na World Wrestling Entertainment, no programa SmackDown, sem o nome "Blue Blood".
Em maio de 2002, Taylor, Regal e Dave Finlay abriram a Atlanta Blue Bloods Wrestling Academy, uma escola de wrestling, fechando em 2005.

## História

### World Championship Wrestling
Os Blue Bloods se uniram em 1995 na World Championship Wrestling (WCW), após Regal se separar de seu manager Sir William e se tornar um lutador de duplas. Regal recrutou Bobby Eaton, que nascera no Alabama, lhe dando o título de conde ("earl", em inglês) e lhe ensinando etiqueta e comportamento britânico.
A dupla começou uma rivalidade com Harlem Heat (Booker T e Stevie Ray) e Bunkhouse Buck e Dick Slater pelo WCW World Tag Team Championship, mas nunca ganharam o título. Logo, "Squire" David Taylor e seu mordomo Jeeves se uniram a Eaton e Regal. Eaton eventualmente abandonou o grupo, começando uma rivalidade com Taylor e Regal.
Taylor e Regal continuaram como dupla até a demissão de Regal em 2000.

### World Wrestling Entertainment
Regal foi contratado pela World Wrestling Federation (WWF) e, em 2001, Taylor também se uniu à companhia, sendo treinador na Heartland Wrestling Association, uma subsidiária da WWF, antes de deixar a companhia. Em janeiro de 2006, Taylor foi recontratado pela World Wrestling Entertainment, como treinador na Deep South Wrestling (DSW), e em 23 de março, se aliou a Regal em uma luta na DSW.
Enquanto isso, Regal era zombado no SmackDown!. Em 20 de outubro, ele anunciou que estava cansado de zombaria, reintroduzindo Taylor como seu parceiro. Na mesma noite, eles derrotaram Scotty 2 Hotty e Funaki. Mesmo reunidos, eles não usaram as características dos "Blue Bloods", sendo lutados brutais.
Em sua segunda luta, Taylor lesionou o tornozelo, não lutando nas semanas seguintes. Regal começou uma rivalidade com os Campeões de Duplas da WWE, Paul London e Brian Kendrick, os derrotando em lutas individuais e em duplas, quando Taylor retornou. No Armageddon, eles participaram de uma ladder match envolvendo também MNM (Joey Mercury e Johnny Nitro) e The Hardys (Matt e Jeff) pelo título, mas London e Kendrick venceram a luta. No SmackDown!, Taylor e Regal foram derrotados em outra luta pelo título. A dupla se separou quando Regal foi transferido para o Raw em 17 de junho de 2007.

## No wrestling
- Movimentos de finalização
  - Fireman's carry (Taylor) seguido por um running high knee à têmpora do oponente (Regal)

## Títulos e prêmios
- World Championship Wrestling
  - WCW World Television Championship (4 vezes) – Regal